# Маудо Джарджуе
Маудо Джарджуе (англ. Maudo Jarjué, нар. 30 вересня 1997, Серекунда) — гамбійський футболіст, захисник північномакедонського клубу «Струга» та національної збірної Гамбії. Виступав також за низку гамбійських і закордонних клубів.

## Клубна кар'єра
Маудо Джарджуе народився 1997 року в місті Серекунда. Займався на батьківщині в юнацьких командах футбольних клубів «Бока Хуніорс Баоте» та «Джинтон». У 2012 році розпочав грати в основному складі команди «Діппа Кунда». Згодом з 2013 по 2014 рік Джарджуе грав у складі гамбійських команд ГПА та «Воллідан». У 2015 році футболіст перейшов до клубу з Гвінеї-Бісау «Нуну Тріштау», проте ще в цьому році отримав запрошення до португальського клубу «Жіл Вісенте», де до 2016 року грав за юнацьку команду, а в сезоні 2016—2017 років виступав у першій команді клубу.
У 2017 році гамбійський захисник перейшов до азербайджанського клубу «Сабаїл», у складі якого грав до 2019 року, та став одним із основних гравців захисту команди. У 2019 році Джарджуе став гравцем австрійської команди «Аустрія» (Відень), проте в ній грав переважно в дублюючому складі, та виступав в австрійській команді у 2021 року. З 2021 до 2023 року гамбієць грав у складі шведського клубу «Ельфсборг», з якого в 2023 році гравця віддали в оренду до словацького клубу «Слован».
У 2024 році Маудо Джарджуе перейшов до складу норвезького клубу «Саннефіорд». З початку 2025 року гамбійський футболіст грає у складі північномакедонського клубу «Струга».

## Виступи за збірну
У 2021 році Маудо Джарджуе зіграв 2 матчі у складі національної збірної Гамбії.